# Paulette Goddard
Paulette Goddard, ursprungligen Marion Pauline Levy, född 3 juni 1910 i Queens i New York, död 23 april 1990 i Ronco sopra Ascona i Schweiz, var en amerikansk skådespelare och filmproducent. 
Hon var gift fyra gånger, de tre senare makarna var Charlie Chaplin, Burgess Meredith och Erich Maria Remarque.

## Biografi
Livlig och söt uppträdde Paulette Goddard som Ziegfeld-flicka som 14-åring, men drog sig tillbaka från scenen redan i tonåren för att gifta sig med en förmögen sågverksindustrialist. År 1931 tog hon bilen till Reno i Nevada för att skaffa snabbskilsmässa, och fortsatte sedan bilfärden till Hollywood, närande drömmen att bli filmstjärna.
Hon fick en del småroller. År 1932 träffade hon Charlie Chaplin, som föll pladask för hennes skönhet och cyniska humor. Hon spelade mot Chaplin i filmen Moderna tider som hade premiär 1936, och de två gifte sig i hemlighet ute till havs samma år. Goddard och Chaplin var senare motspelare även i Diktatorn.
Goddard klarade sig även bra på egen hand. Hon var 1939 nära att få rollen som Scarlett O'Hara i Borta med vinden. År 1942 skilde hon sig från Chaplin och gifte 1944 om sig med skådespelaren Burgess Meredith (skilsmässa 1949). År 1958 gifte hon sig för fjärde gången med "sitt livs stora kärlek", den tyske författaren Erich Maria Remarque och levde sedan fortsättningsvis i luxuös tillbakadragenhet i Europa.
Goddard har en stjärna på Hollywood Walk of Fame vid adressen 1652 Vine Street.

## Filmografi i urval
- 1932 – Här vilar inga lessamheter
- 1936 – Zigenarflickan
- 1936 – Moderna tider
- 1939 – En fasansfull natt
- 1939 – Kvinnorna
- 1940 – Diktatorn
- 1940 – Ingen rädder för spöken
- 1940 – Dans efter noter
- 1941 – Natten är så kort...
- 1941 – Sanningen - och inget annat!
- 1942 – Skörda i den vilda stormen
- 1943 – Vi hälsa livet
- 1944 – Direktörn söker nattlogi
- 1945 – Kitty
- 1946 – En kammarjungfrus memoarer
- 1948 – Kom och blås!
- 1950 – Revolt i Mexico
- 1953 – Sins of Jezebel
- 1953 – Mordkommissionen i arbete
- 1964 – Gli Indifferenti

## Bilder

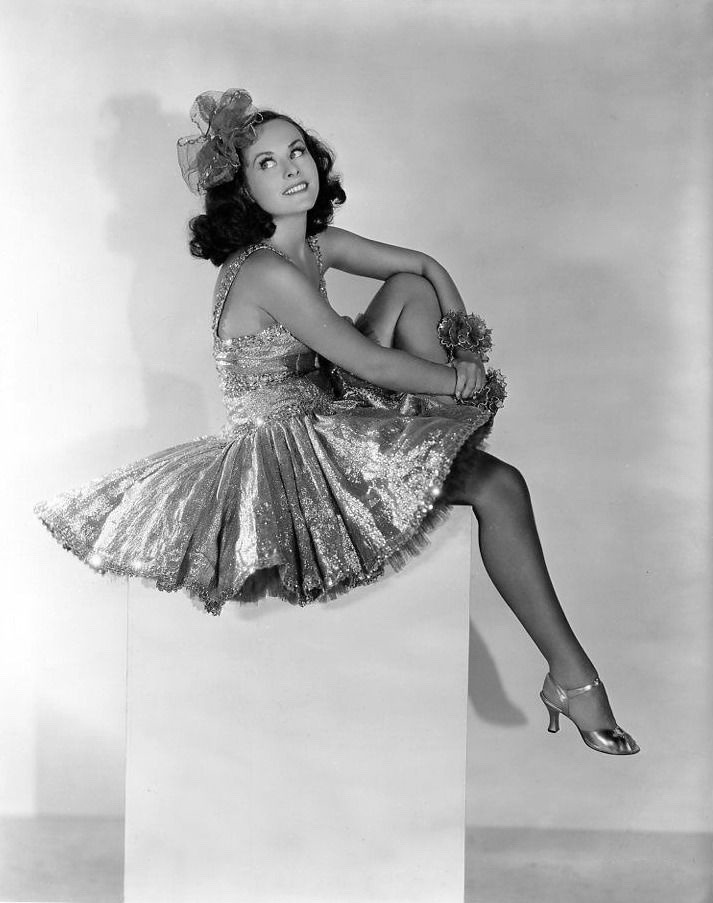
Paulette Goddard i Moderna tider.
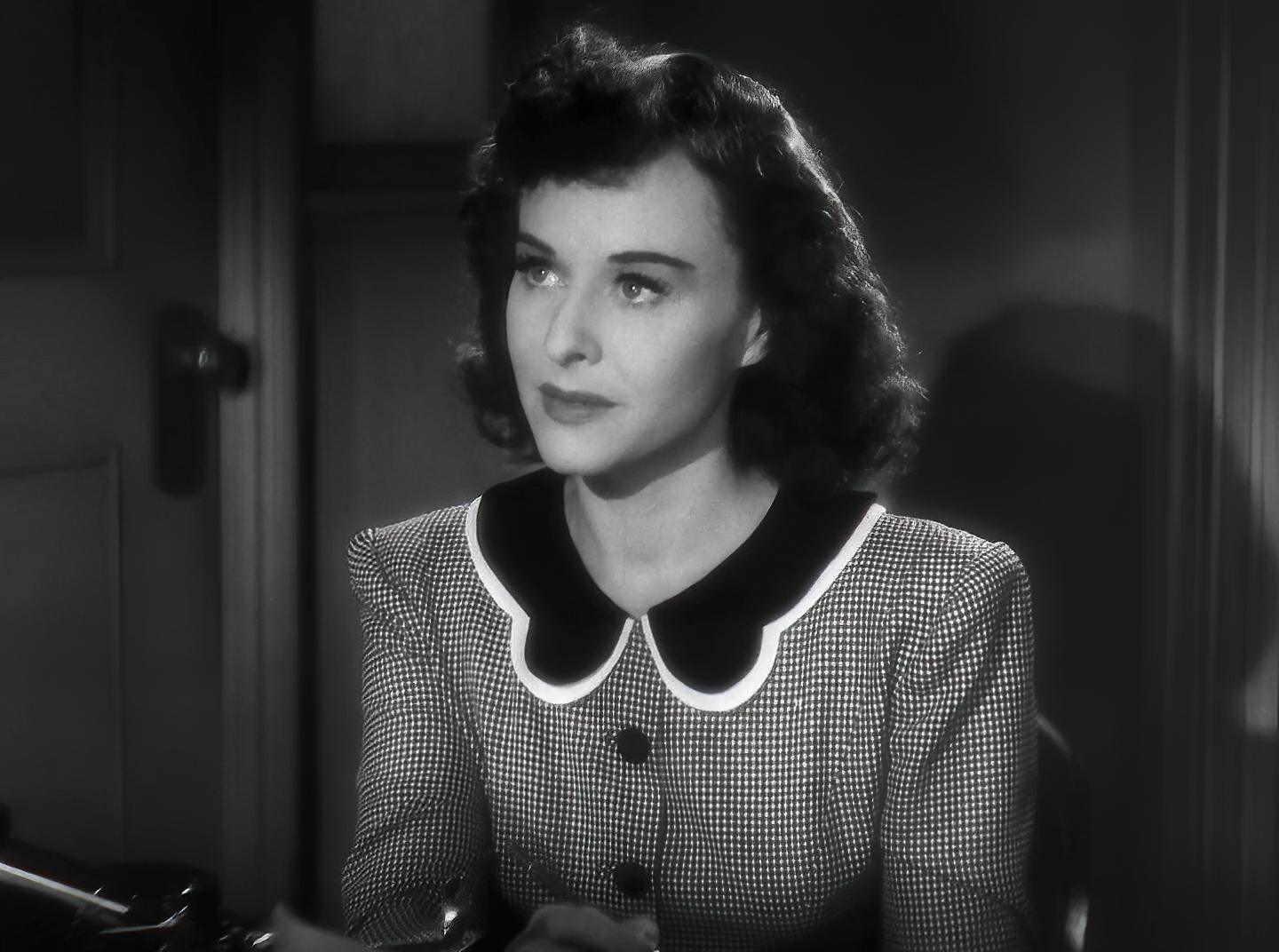
Paulette Goddard i Dans efter noter.